# Guldbagge 1999
La 34ª edizione del Premio Guldbagge si è svolta a Stoccolma il 8 febbraio 1999. 

## Vincitori
Vengono di seguito indicati in grassetto i vincitori. Ove ricorrente e disponibile, viene indicato il titolo in lingua italiana e quello in lingua originale tra parentesi.
Miglior film
- Fucking Åmål - Il coraggio di amare (Fucking Åmål), regia di Lukas Moodysson
  - Liv till varje pris, regia di Stefan Jarl
  - Veranda för en tenor, regia di Lisa Ohlin

Miglior regista
- Lukas Moodysson - Fucking Åmål - Il coraggio di amare (Fucking Åmål)
  - Solveig Nordlund - Comédia Infantil
  - Lisa Ohlin - Veranda för en tenor

Miglior attrice
- Alexandra Dahlström e Rebecka Liljeberg - Fucking Åmål - Il coraggio di amare (Fucking Åmål)
  - Lena Endre - Sanna ögonblick
  - Anna Wallander - Hela härligheten

Miglior attore
- Krister Henriksson - Veranda för en tenor
  - Johan H:son Kjellgren - Veranda för en tenor
  - Rolf Lassgård - Sotto il sole (Under solen)

Miglior attrice non protagonista
- Maria Langhammer - Hela härligheten
  - Lena Granhagen - Glasblåsarns barn
  - Lena B. Eriksson - Veranda för en tenor

Miglior attore non protagonista
- Thommy Berggren - Glasblåsarns barn
  - Johan Widerberg - Sotto il sole (Under solen)
  - Ralph Carlsson - Fucking Åmål - Il coraggio di amare (Fucking Åmål)

Migliore sceneggiatura
- Lukas Moodyson - Fucking Åmål - Il coraggio di amare (Fucking Åmål)
  - Anders Grönros - Glasblåsarns barn
  - Klas Östergren e Lisa Ohlin - Veranda för en tenor

Migliore fotografia
- Philip Øgaard - Glasblåsarns barn
  - Mikael Kristersson - Falkens öga
  - Ian Wilson - Hela härligheten

Miglior film straniero
- Festen - Festa in famiglia (Festen), regia di Thomas Vinterberg
  - La vita sognata degli angeli (La vie rêvée des anges), regia di Érick Zonca
  - Character - Bastardo eccellente (Karakter), regia di Mike van Diem

Premio per il contributo creativo
- Elisabeth Sörenson

Premio Ingmar Bergman
- Cecilia Drott